# S/2003 J 16
S/2003 J 16 est un satellite naturel de Jupiter.

## Caractéristiques physiques
Peu de choses sont connues sur S/2003 J 16, mais il s'agit de l'un des plus petits satellites de Jupiter. Avec une magnitude de 16,3, il possèderait un diamètre moyen d'environ 1,5 km.

## Orbite
S/2003 J 16 orbite autour de Jupiter à la distance moyenne de 22 011 816 km en un peu moins de 600 jours, avec une inclinaison de 149° sur l'écliptique et une excentricité de 0,27. Comme tous les satellites externes de Jupiter, il est rétrograde.
S/2003 J 16 pourrait faire partie du groupe d'Ananké. Ses éléments orbitaux n'étant pas connus avec précision, cette appartenance n'est pas déterminée de façon définitive.

Diagramme illustrant l'orbite des satellites irréguliers de Jupiter. Le groupe d'Ananke est visible sur le centre-gauche.
Diagramme illustrant l'inclinaison des quatre principaux membres du groupe d'Ananke en fonction du demi-grand axe.

## Historique
S/2003 J 16 fut découvert par l'équipe de Scott Sheppard sur des images datant du 6 février 2003. La découverte fut annoncée le 3 avril 2003 et le satellite reçoit alors sa désignation provisoire, S/2003 J 16, laquelle indique qu'il fut le 16e satellite imagé autour de Jupiter en 2003.
Le 4 novembre 2020 est annoncée sa réobservation sur des images de 2010, 2011, 2017 et 2018.